# De Witte Angieren
De Witte Angieren ou Wit Angieren (Les Œillets blancs) est une chambre de rhétorique haarlémoise, dont la devise était In liefde g[h]etrou[we] (« Fidèle en amour »).

## Bref historique

### 1592-1650

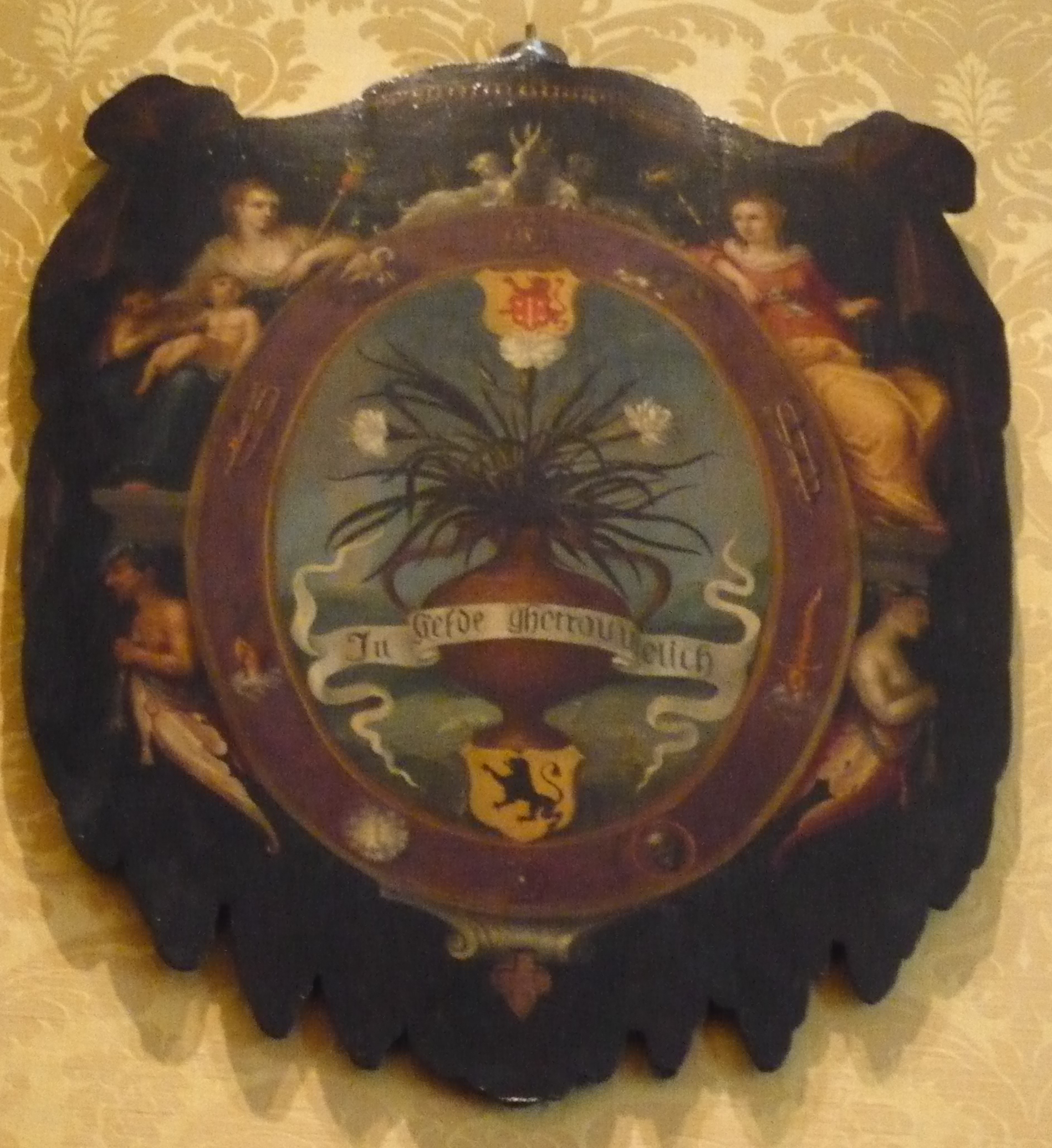
Le blason des Witte Angieren, peint pour le conseil de Haarlem à l'occasion d'une loterie organisée dans le but de rassembler des fonds pour la construction d'un hospice de vieillards à l'emplacement du musée Frans-Hals actuel en 1604-1606. Cette chambre a été constituée par des réfugiés politiques flamands, dont l'origine est indiquée par l'écu du comté de Flandre, apparaissant sous la banderole portant la devise de la chambre. Le blason se trouve dans le local de la société haarlémoise Trou Moet Blycken.

Au cours de la guerre de Quatre-Vingts Ans, des milliers prirent la fuite pour s'établir dans les provinces du nord, où l'on connaissait la liberté de conscience et où l'on ne risquait pas la persécution religieuse.  Cette migration humaine conduisit à la fondation de différentes nouvelles confréries et chambres dont les fondateurs, y compris ceux des Witte Angieren, étaient des réfugiés venant du sud.
De Witte Angieren, société littéraire et dramatique composée d'immigrants, voire réfugiés politiques, flamands, fut reconnue par les autorités de Haarlem en 1592.  De cette chambre - l'une des trois chambres de rhétorique dont la ville était riche - le membre le plus illustre était le peintre Carel van Mander, dont on gardera encore le souvenir bien loin dans le XVIIe siècle.  Il était vénéré comme un mentor littéraire, et le grand prestige social de rhétoricien exquis dont il jouissait fut exprimé par le buste que l'on fit faire de lui et qui ornait la façade du bâtiment occupé par la chambre.
En 1594, la chambre bénéficia pour la première fois d'une subvention, destinée à la participation (avec les deux autres chambres haarlémoises) à des représentations pendant le marché de Saint-Jean.

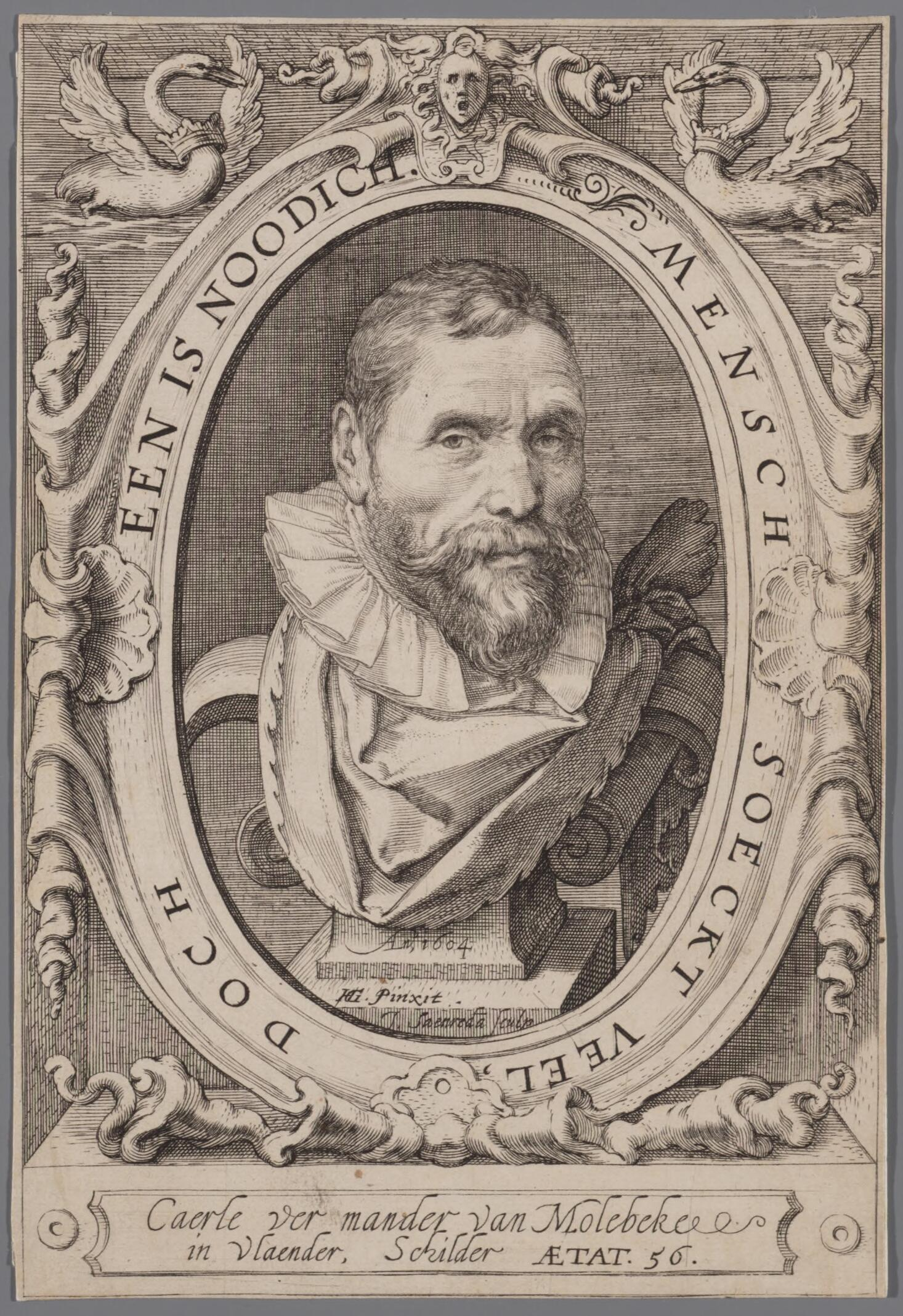
Portrait de Carel van Mander, membre éminent des Witte Angieren, à l'âge de 56 ans (gravure de Saenredam d'après Goltzius, 1604).

En 1596, Carel van Mander peignit le blason de cette chambre flamande à l'occasion du concours de Leyde, auquel la chambre prit part et où elle ne remporta pas moins de quatre prix, entre autres avec ce blason.  En outre, elle participa à des fêtes et concours à Rotterdam en 1598, à Noordwijk et à Haastrecht en 1602, à Schiedam en 1603 et à Haarlem en 1606, et elle était à la loterie de Haarlem en 1607. 
En collaboration avec une chambre de Leyde, De Oranje Lelie (Le Lys orange), De Witte Angieren publia, en 1610, Den Nederduitschen Helicon (L'Hélicon néerlandais).  Ce célèbre recueil, où se trouvent réunies des œuvres de quinze auteurs originaires des Pays-Bas méridionaux et de cinq autres, originaires des Pays-Bas septentrionaux, représente la transition du style caractéristique des rhétoriciens à la littérature de la Renaissance, sous l'influence de Ronsard et de Du Bellay, et comprend des œuvres dans les deux styles.  Les nouvelles conceptions concernant la grammaire néerlandaise y trouvent également leur reflet.  La chambre ne se limita pas à ce seul recueil, mais en publia d'autres, y compris à l'occasion du landjuweel organisé par leurs bons soins.  Pour ce qui concerne le contenu des œuvres, celles-ci prennent comme modèle la poésie d'amour pétrarquiste française, et le sonnet, une forme de versification encore assez nouvelle pour les Pays-Bas septentrionaux, y figure à côté de rondeaux dans le style des rhétoriciens.  Une autre innovation est la focalisation sur la longueur des lignes de vers et le mètre du poème.  Les poètes aspiraient à un nombre fixe d'accents forts, et ils apprirent progressivement à appliquer les combinaisons fixes d'accents forts et faibles qui apparaissaient déjà dans la poésie de l'Antiquité.  Les poèmes construits sur un mètre ïambique sont de loin les plus populaires. 
En 1613, cette société était présente à Haarlem, à Amsterdam et à Leyde.  En 1615, elle était à Kethel, en 1616 à Zandvoort et à Flardingue.  En 1620, pendant la trêve de Douze Ans, elle alla même à Malines, dans les territoires occupés.  En 1621, elle dut se rendre à Beverwijk sur ses propres frais.  En 1624 et en 1635, elle était à Amsterdam.  
La chambre organisa elle-même un concours qui eut lieu à Haarlem, le 4 juin 1629, et dont les thèmes avaient été suggérés sur la carte d'invitation, sur laquelle était posée la question de savoir « quel est le plus digne fruit que Dieu nous a donné » (à laquelle devait être répondue par des vers dans un mètre français ou rhétoricien) et donnée la phrase : « Soyez reconnaissants pour le don de Dieu qui nous nourrit en tout. »  Les trophées étaient tous en étain : des carafes pour la question, des pintes de vin pour la phrase et des coupes à fruits pour la chanson.  De plus, des prix furent décernés, entre autres, pour le poème le plus suave, pour la meilleure prononciation et pour le meilleur chant.
En 1639, la chambre était à Gouda et, en 1641, à Flessingue.

### 1650-1750

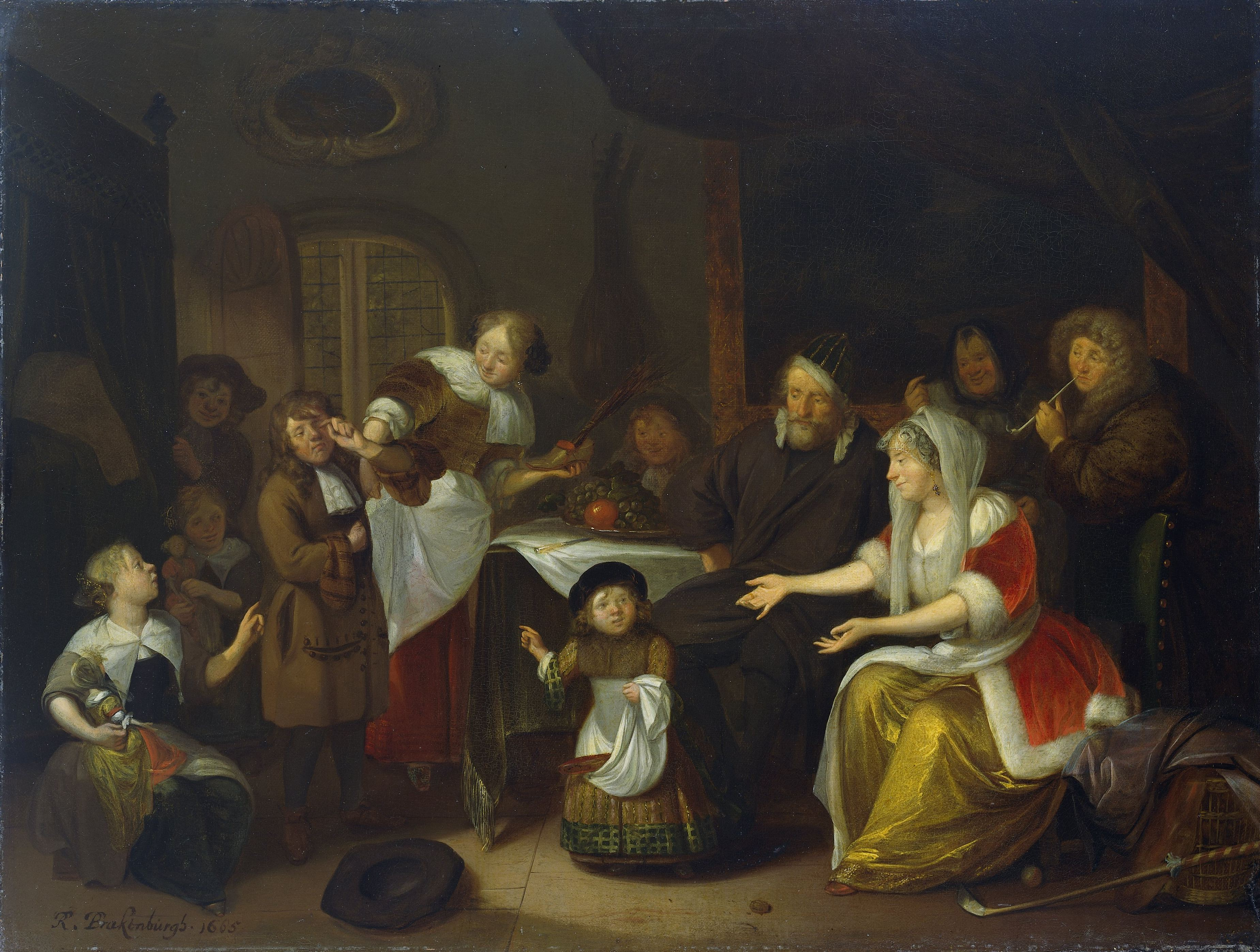
Fête de Saint-Nicolas (coll. du Rijksmuseum Amsterdam), tableau peint en 1685 par Richard Brakenburgh, membre de la chambre De Wijngaardranken (Les Sarments de Vigne) avant de devenir membre des Witte Angieren.

Dans la seconde moitié du XVIIe siècle et dans le premier quart du XVIIIe, les activités de la chambre se limitaient sans doute à des représentations devant un public interne.  Les autorités ne se seraient plus occupées de la chambre, qui poursuivit ses activités bien au-delà de cette période, car elle prit part, le 2 octobre 1682, au concours organisé par la chambre De Sonnebloem (Le Tournesol) de Kethel.  Bien que les chambres de rhétorique fussent, à l'époque, en principe des sociétés littéraires et dramatiques exclusivement ouvertes aux hommes, la poétesse amstellodamoise Cornelia van der Veer (1639-1702) écrivit, en 1683, un poème pour un concours de la chambre haarlémoise.  À la même époque, le peintre Richard Brakenburgh, membre de la chambre haarlémoise des Wijngaardranken, où il servit de trésorier et de facteur, quitta cette société après une dispute et rejoignit les Witte Angieren.  En 1692, la chambre demanda et obtint la permission d'organiser un concours.  Elle était encore représentée par le poète Jan Hardie à la fête, organisée par la chambre De Meibloem (Le Muguet de mai) qui eut lieu à Hazerswoude le 4 octobre 1701.  En 1709, les autorités communales approuvèrent le nouveau règlement des Witte Angieren.  En 1727, et ensuite de 1732 jusqu'en 1745, la chambre eut comme facteur Jan Olthof, à qui succéda Abraham van Beaumont qui, vers 1740, se développa en une sorte de poète urbain, encore avant de devenir facteur (ou poète en titre), un poste qu'il occupa de 1746 à 1757.

## Quelques membres
- Abraham van Beaumont ( ? (XVIIIe siècle) - ?)
- Richard Brakenburgh (1650 - 1702)
- Carel van Mander (1548 - 1606)
- Jan Olthoff (1698 - 1771)
- Jacob van der Schuere (1576 - après 1643)
- Paulus Petit ( ? (XVIe siècle) - ?)
- Izaak van der Vinne (1665-1740)[18]

## Ressources

### Ouvrages littéraires publiés à l'initiative desWitte Angieren
- (nl) Der reden-rijcken springh-ader (La Source de la rhétorique), Haarlem, 1613.
- (nl) Nootwendich vertoogh (Discours nécessaire), Haarlem, 1613.
- (nl) Der Wit angieren eerenkrans (La Couronne d'honneur des Œillets blancs), Haarlem, 1629.
- (nl) Overwinningh Liedt, van het veroveren der stadt Wesel, den 19 augusti 1629 (Chant de victoire, sur la prise de la ville de Wesel, le 19 août 1629).
- (nl) Den spieghel der schoonheden, waer in verthoont worden de wonderbaarlyke ende schoone wercken Godts, elck mensche nut ende oyrbaerlyck te ondersoecken. Voorgestelt by de Vlaemsche kamer de Wit Angieren binnen Haerlem 1635 (Le Miroir des beautés, dans lequel sont montrées les miraculeuses et merveilleuses œuvres divines, au profit de chacun et à examiner par l'ouïe.  Présenté à la chambre flamande des Œillets blancs à Haarlem en 1635), Haarlem, 1636.
- (nl) Der wit angieren triumph gedigt, op d'overwinninge van 't Gentsche Sas (Poème triomphal des Œillets blancs sur la victoire de Sas de Gand), Haarlem, 1644.
- (nl) Der wit angieren gedicht ende gesang op de eeuwige vrede, tusschen Philippus IV koning van Spanje, &c. ende d'Hoog-Moog: heeren Staten der Vereenighde Nederlanden. Gepubliceert den 5 junij 1648 (Le Poème et le chant des Œillets blancs sur la paix éternelle entre Philippe IV d'Espagne, etc., et les Seigneurs très puissants des États des Pays-Bas unis.  Publié le 5 juin 1648 ; poème de circonstance à l'occasion du traité de Münster)[19].

### Sources
- (nl) Boheemen (van), Fabian C., et Theo C. J. van der Heijden.  « De rederijkers en Haarlem », Haarlems Helicon: literatuur en toneel te Haarlem vóór 1800 (réd. Elidius Klaas Grootes), Hilversum, Verloren, 1993  (ISBN 90-6550-374-9), p. 59.
- (nl) Dixhoorn (van), Arjan.  « De Witte Angieren », Le Répertoire numérique des chambres de rhétorique des Pays-Bas septentrionaux (1400-1650), Bibliothèque numérique des lettres néerlandaises, [En ligne], 2005.  [www.dbnl.org].
- (nl) Dixhoorn (van), Arjan.  Lustige geesten: rederijkers in de Noordelijke Nederlanden (1480-1650), Amsterdam, Amsterdam University Press, 2009  (ISBN 978-90-8964-104-5), p. 190.
- (nl) Jaspers, Gerard, Jan Beenakker, Henk Duijzer et Ignus Maes (réd.).  Kunst, natuur en techniek op en rond kasteel Keukenhof, Lisse, Stichting Kasteel Keukenhof / Hilversum, Verloren, 2009  (ISBN 978-90-8704-125-0), p. 26.
- (nl) Jeu (de), Annelies.  't Spoor der dichteressen: netwerken en publicatiemogelijkheden van schrijvende vrouwen in de Republiek (1600-1750), Hilversum, Verloren, 2000  (ISBN 90-6550-612-8), p. 24.
- (nl) Klapwijk, Cees (réd.).  Vlamingen in de Noordelijke Nederlanden, [En ligne]. [s. d.], réf du 8 juillet 2014.  [www.literatuurgeschiedenis.nl].
- (nl) Nieuweboer, Adèle.  « Haarlems literair leven in gelegenheidsgedichten (1680-1770) », Haarlems Helicon: literatuur en toneel te Haarlem vóór 1800 (rééd. Elidius Klaas Grootes), Hilversum, Verloren, 1993  (ISBN 90-6550-374-9), p. 197.
- (nl) Schotel, Gilles Dionysius Jacobus.  Geschiedenis der Rederijkers in Nederland, vol. 2, Amsterdam, J.C. Loman Jr., 1864, p. 20, 27-28, 123-124, 135-137.
- (nl) Thijs, Boukje.  De hoefslag van Pegasus: een cultuurhistorisch onderzoek naar Den Nederduytschen Helicon (1610), Hilversum, Verloren, 2004  (ISBN 90-6550-795-7), p. 33.
- (nl) Witsen Geysbeek, Pieter Gerardus.  Biographisch, anthologisch en critisch woordenboek der Nederduitsche dichters. Deel 5, OGI-VER,, Amsterdam, C.L. Schleijer, 1824, p. 4.

#### Sur la littérature néerlandaise
- Littérature néerlandaise.

#### Sur les chambres de rhétorique
- Chambre de rhétorique ;
- Landjuweel.

#### Quelques chambres de rhétorique
- La chambre de rhétorique De Avonturiers (Warneton) ;
- La chambre de rhétorique De Baptisten (Bergues) ;
- La chambre de rhétorique Het Bloemken Jesse (Middelbourg) ;
- La chambre de rhétorique Den Boeck (Bruxelles) ;
- La chambre de rhétorique De Corenbloem (Bruxelles) ;
- Eerste Nederduytsche Academie (Amsterdam) ;
- La chambre de rhétorique De Egelantier (Amsterdam) ;
- La chambre de rhétorique De Fonteine (Gand) ;
- La chambre de rhétorique De Gheltshende (Bailleul) ;
- La chambre de rhétorique De Lelie (Bruxelles) ;
- La chambre de rhétorique 't Mariacransken (Bruxelles) ;
- La chambre de rhétorique De Olijftak (Anvers) ;
- La chambre de rhétorique De Ontsluiters van Vreugde (Steenvoorde) ;
- La chambre de rhétorique De Peoene (Malines) ;
- La chambre de rhétorique De Persetreders (Hondschoote) ;
- La chambre de rhétorique De Royaerts (Bergues) ;
- La chambre de rhétorique Sainte-Anne (Enghien) ;
- La chambre de rhétorique Saint-Michel (Dunkerque) ;
- La chambre de rhétorique De Violette (Bruxelles) ;
- La chambre de rhétorique De Violieren (Anvers).